# Ромео Лавія
Ромео Лавія (фр. Roméo Lavia, нар. 6 січня 2004, Брюссель) — бельгійський футболіст, опорний півзахисник англійського «Челсі» і національної збірної Бельгії.

## Клубна кар'єра
Народився 6 січня 2004 року в Брюсселі. Вихованець юнацьких команд «Андерлехта». 2020 року перспективного юнака запросили до академії «Манчестер Сіті».
У дорослому футболі дебютував у сезоні 2021/22 виступами за головну команду «Манчестер Сіті» у національних кубкових змаганнях. 
Влітку 2022 року уклав п'ятирічний контракт із «Саутгемптоном», якому трансфер бельгійця обійшовся у 10,5 мільйонів фунтів (плюс можливі додаткові 3,5 мільйони). У команді із Саутгемптона юний півзахисник швидко став гравцем основного складу і по ходу сезону 2022/23 взяв участь у 34 матчах усіх турнірів.
18 серпня 2023 року 19-річний гравець перейшов до лондонського «Челсі», який уклав із ним семирічний контракт. Сума трансферу склала 58 мільйонів фунтів.

## Виступи за збірні
2019 року дебютував у складі юнацької збірної Бельгії (U-15), загалом на юнацькому рівні взяв участь у 15 іграх, відзначившись 3 забитими голами.
Із 2022 року залучається до складу молодіжної збірної Бельгії.
У березні 2023 року 19-річний на той час гравець дебютував в офіційних матчах у складі національної збірної Бельгії.
| Дата      | Місто | Господарі | Результат | Гості   | Турнір           | Голи | Примітки |
| --------- | ----- | --------- | --------- | ------- | ---------------- | ---- | -------- |
| 28-3-2023 | Кельн | Німеччина | 2 – 3     | Бельгія | товариський матч | -    | 80'      |
| Усього    |       | Матчів    | 1         |         | Голів            | 0    |          |

## Титули та досягнення
Челсі
- Переможець Ліги конференцій УЄФА: 2025
- Переможець Клубного чемпіонату світу: 2025